# ケーニヒスベルク (プロイセン)
ケーニヒスベルク（ドイツ語: Königsberg, 公式表記：Königsberg (Pr)）は、中世後期から1945年まで東プロイセンの中心であった都市。ドイツ語で「王の山」という意味がある。現在はロシア連邦のカリーニングラードとなっている。
北方十字軍の時代、1255年にザームラント半島の真南のプレーゲル川河口にドイツ騎士団によって建設され、ボヘミア王オタカル2世を記念して名付けられた。街は、ドイツ騎士団国、プロイセン公国、東プロイセン州の首都となった。バルト海の港は、ドイツの文化的中心地へと発展していった。リヒャルト・ワーグナー、イマヌエル・カント、E.T.A.ホフマン、ダフィット・ヒルベルトなどの著名人の住居もあった。
ケーニヒスベルクは第二次世界大戦中の1944年の連合国軍が行った空襲により相当の被害を被り、赤軍との戦い（ケーニヒスベルクの戦い）に敗れ、陥落した。ポツダム宣言によりケーニヒスベルクを含む東プロイセンの北半分はソビエト連邦に併合、ドイツ人は追放され、その後主にロシア人が入植した。その後短期間、「キョーニクスベルク」 Кёнигсберг (Kyonigsberg) というようにロシア風の名称となり、当時の最高会議幹部会議長ミハイル・カリーニンにちなんで、カリーニングラードと改称された。現在のカリーニングラード州州都である。

## 歴史

### ドイツ騎士団

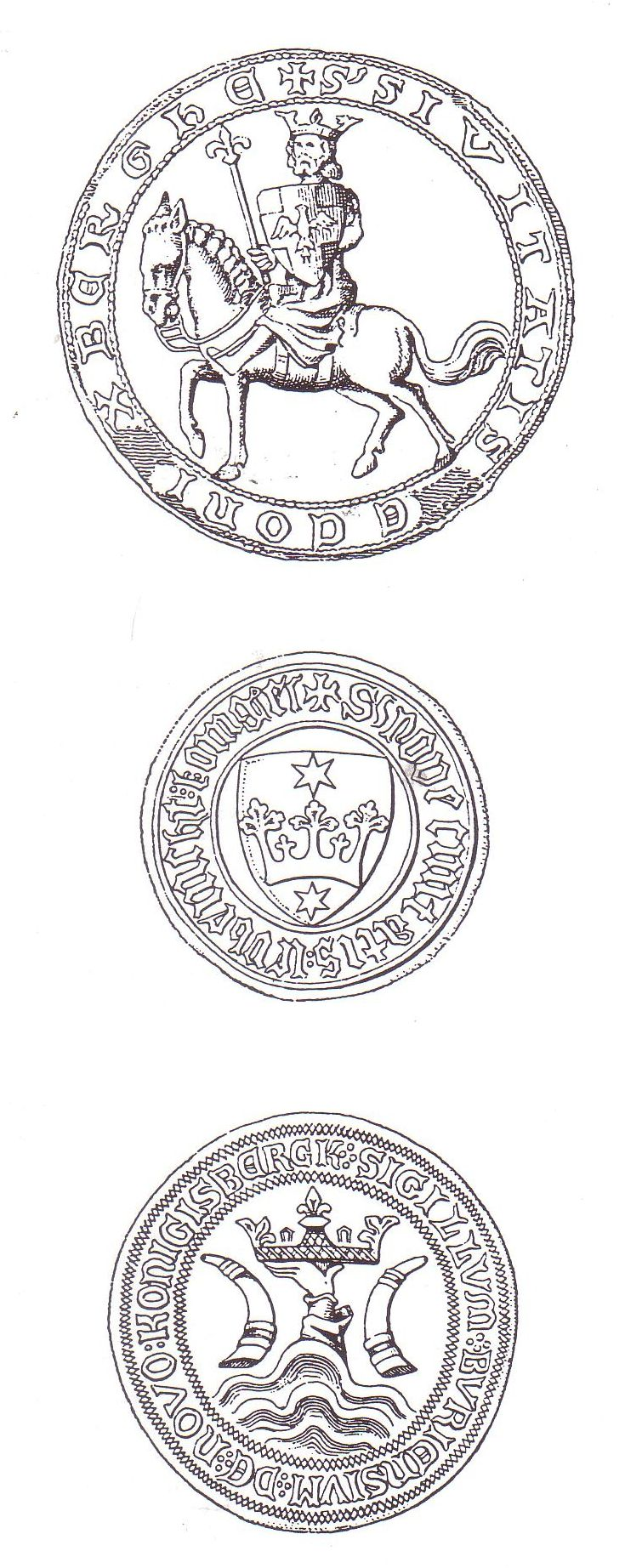
ケーニヒスベルクを構成していた3つの都市の紋章。
アルトシュタット (Altstadt) 1360年、
レーベニヒト (Löbenicht) 1413年、
クナイプホーフ (Kneiphof) 1383年

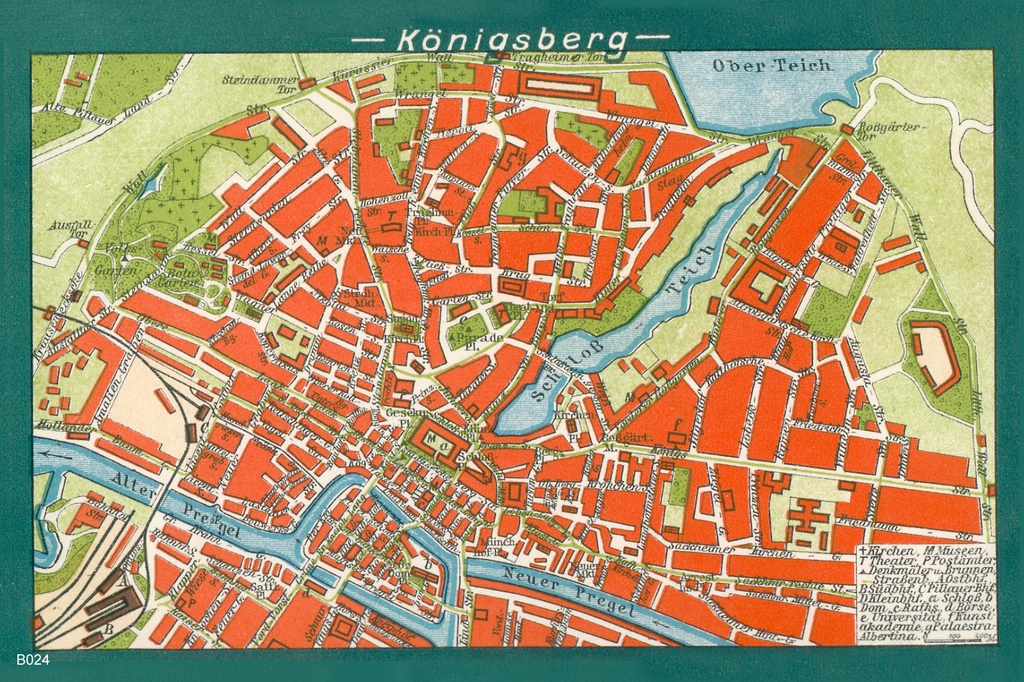
第二次世界大戦前のケーニヒスベルクの地図

ケーニヒスベルクが建設される以前の土地は、いくつかのプルーセンの集落とトワングステ Twangste (Tuwangste, Tvankste) として知られた砦が存在していた。1255年のドイツ騎士団によるプロイセンのサンビア族征服の折、トワングステは破壊され、「Conigsberg」として知られる新しい要塞が建設された。この要塞の名の由来は、北方十字軍の時代に最初の要塞の費用を支払ったボヘミア王オタカル2世に敬意を表して、そこを「王の山」（羅: castrum Koningsberg, Mons Regius, Regiomonti）を意味する「Conigsberg」と名付けたことによる。この新しいケーニヒスベルク城の周り（ヴィストゥラ潟からおよそ7kmの地点）に、プレーゲル川に沿ってアルトシュタット（旧市街）、クナイプホーフ、レーベニヒトという三つの街が作られていった。アルトシュタットは1256年、Steindamm（今のレーニン大通り Leninprospekt）に建設され、クナイプホーフはプレーゲル川の同名の中州（今のカント島 Kant）で発展した。その二つの街の東方に城池 (Schlossteich) と新プレーゲル川とで囲まれたレーベニヒトがあった。
ドイツ騎士団はザムラントの征服を強化し、異教徒のリトアニア大公国に対する遠征のための基地としてケーニヒスベルクを使用した。1262年-1263年のプロシアの反乱での攻城戦にさらされたケーニヒスベルクは、リヴォニア騎士団により解放された。アルトシュタットは反乱によってプルーセンに破壊され、城下の低地に再建された。その後、1286年にアルトシュタットはクルム法を授かって都市となり、1327年にクナイプホーフもその法を授かった。
ドイツ騎士団国の中でケーニヒスベルクは、騎士団の重要な管理的立場にある者の一人である元帥の居住地であった。街は、教皇使節モデナのグリエルモによってプロイセンを4つの司教区に分けたものの1つ、ザムラント司教区の司教座が置かれた。プラハのアダルベルトはケーニヒスベルク大聖堂の主たる守護聖人となり、街のランドマークとしての大聖堂はクナイプホーフに位置していた。
1340年にケーニヒスベルクはハンザ同盟に加わり、南東バルト海地域の重要な港に発展していき、プロイセン、リトアニア大公国、ポーランド王国の商品を取り扱っていた。年代記作家デュースブルクのペーターは恐らく、1324年-1330年に「Chronicon terrae Prussiae」を編纂したと推測される。1348年のストレヴァの戦いでの、リトアニア人に対するドイツ騎士団の勝利後、騎士団長ヴィンリッヒ・フォン・クニップローデは、街にシトー会の修道院を設立した。野心的な学生はプラハやライプツィヒなどで高等教育を学ぶより、ケーニヒスベルクで教育を受けることを選ぶようになった。
騎士団はグルンヴァルトの戦いでひどい敗北を受けたが、ケーニヒスベルクはポーランド・リトアニア連合とドイツ騎士団との戦いの中でドイツ騎士団の支配下のままであった。リヴォニア騎士団はプロイセンの分団のケーニヒスベルクにおける駐屯軍と置き換えられ、ヨガイラの軍隊によって占領された街の奪回に参加することを許された。
1454年にプロイセン同盟はドイツ騎士団に対して反旗を翻し、ポーランドの助けを求めた。クナイプホーフは反乱を支持したが、ケーニヒスベルクのほかの地区は騎士団に対する忠義を再確認した。1457年に騎士団長ルートヴィッヒ・フォン・エルリックスハウゼンは騎士団国の首都をマリーエンブルクからケーニヒスベルクへと移した。街の判事は同情からビール樽をエルリックスハウゼンに贈った。第二次トルンの和約により、西プロイセンはポーランドに移譲され、十三年戦争は終結した。ケーニヒスベルクは縮小した騎士団国の新しい首都となり、騎士団国はポーランド王国の封土となった。騎士団長は元帥の4分の1を引き継いだ。ポーランド・チュートン戦争 (1519-1521)のときに、大ヘトマンミコワイ・フィルレイ率いるポーランド軍によりケーニヒスベルクは包囲されたが、攻城戦は失敗しケーニヒスベルクは守られた。

### プロイセン公国
宗教改革の時期、ザームラント司教ポーレンツのゲオルクによる伝道を通じて、ケーニヒスベルクは主にルター派に改宗した。ホーエンツォレルン家出身の騎士団総長アルブレヒト・フォン・ブランデンブルクは、1525年に騎士の必要人数をケーニヒスベルクに招集し、プロイセンにおけるドイツ騎士団の残りの領土を世俗化して、ルター派に改宗した。彼の叔父であるポーランド王ジグムント1世に対し臣従の礼をとり、アルブレヒトはポーランドの封土であるプロイセン公国の最初の公爵となった。プロイセンの貴族が早々に公爵と同盟を結ぶと同時に、プロイセンの農民たちは、ケーニヒスベルクで直接アルブレヒトに忠誠を誓い、圧政的な貴族に対抗するための公爵の支持を求めた。反逆者に武器を置くように説得した後、アルブレヒトは彼らの指導者の何人かを処刑した。
公国の首都、ケーニヒスベルクはプロイセンにおける最大の都市であり港の1つであった。高度な自治と独自の通貨を持ち、優位にある言語はドイツ語だった。街は、小麦、材木、麻、毛皮に加え、ピッチ、タール、フライアッシュの輸出を通じて栄えた。ケーニヒスベルクは、ダンツィヒやリガと並び、16世紀後半において毎年100隻以上の船が訪れるバルト海の数少ない港のうちの1つであった。1544年にアルブレヒトによって設立されたケーニヒスベルク大学は、プロテスタントの教えの中心地となった。
有能な公爵アルブレヒトの後を精神を病んだ息子のアルブレヒト・フリードリヒが継いだ。彼の娘アンナはブランデンブルク選帝侯ヨーハン・ジギスムントと結婚した。ヨーハン・ジギスムントは1618年のアルブレヒト・フリードリヒの死によりプロイセン公国の継承権を与えられた。この時から、プロイセン公国はブランデンブルク＝プロイセンの統治者であるブランデンブルク選帝侯の支配を受けることとなった。

### ブランデンブルク＝プロイセン

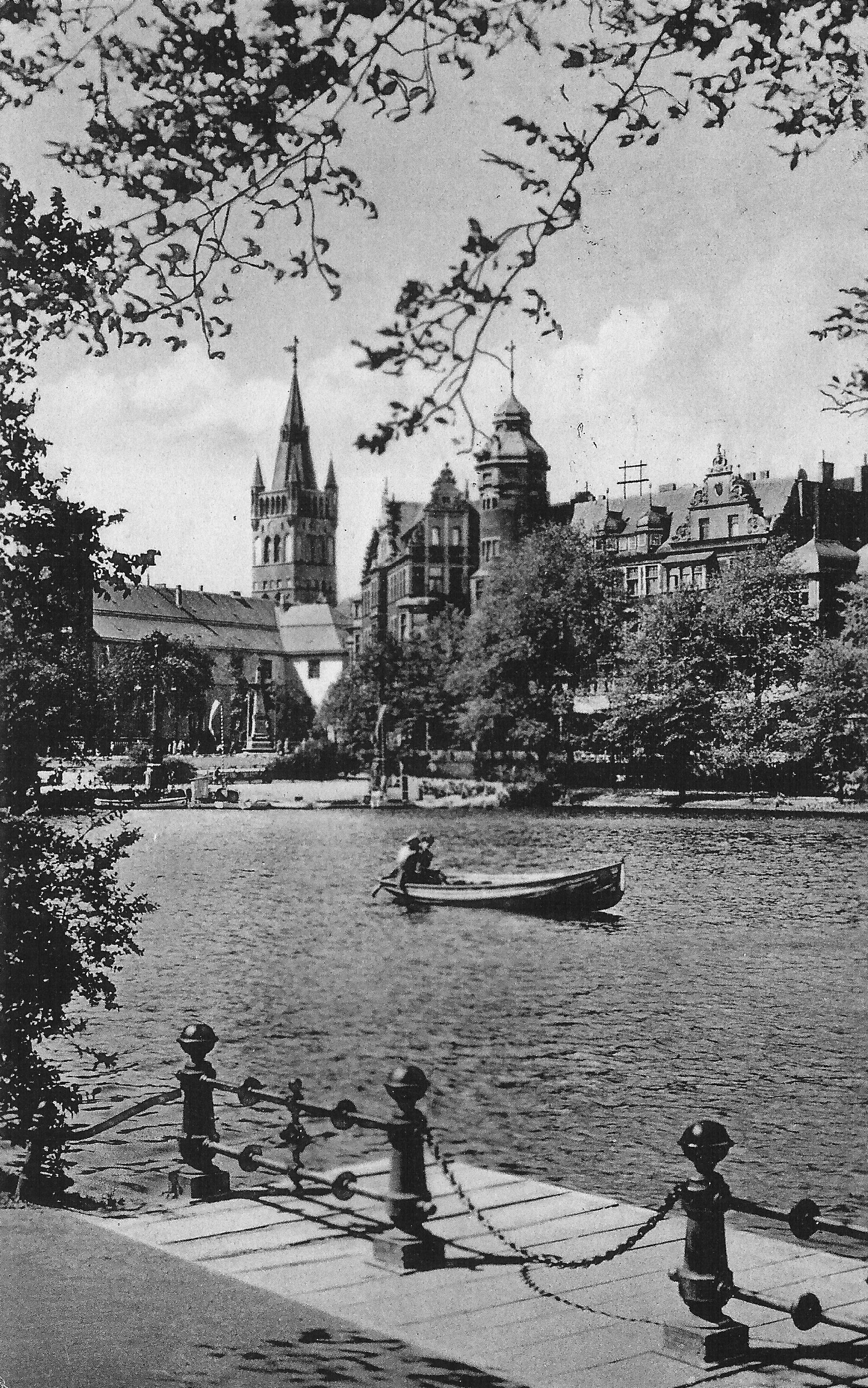
城池 (Schlossteich) とケーニヒスベルク城。1912年

三十年戦争の間ブランデンブルク辺境伯領はスウェーデン王国に侵略されていたため、ホーエンツォレルン家の宮廷はケーニヒスベルクに避難していた。1641年11月1日に選帝侯フリードリヒ・ヴィルヘルムは、プロイセン議会に対し物品税を導入するように促した。1656年1月のケーニヒスベルク条約により、フリードリヒ・ヴィルヘルムはプロイセン公国をスウェーデンの封土と認めた。しかし、1657年のヴェーラウの和約により、彼はポーランドとの同盟の代わりに、ポーランドの主権からプロイセン公国を解放するという取り決めをした。1660年のオリヴァ条約により、ポーランドとスウェーデンはプロイセン公国の独立を認めた。
1661年にフリードリヒ・ヴィルヘルムは、jus supremi et absoluti dominiという権限を所有しており、自分の許可によってのみプロイセン貴族が招集されるということをプロイセンの議会に通告した。クナイプホーフのヒエロニムス・ロート (Hieronymus Roth) を指導者としたケーニヒスベルク市民は、「大選帝侯」の絶対主義的な要求に反対したが、1661年10月にフリードリヒ・ヴィルヘルムが2000人の軍隊とともに到着し、権威を強いることに成功した。ロートは慈悲を請うことを拒否したため、1678年に死去するまでパイツ (Peitz) に収監された。
プロイセン貴族は、1663年10月18日にケーニヒスベルクでフリードリヒ・ヴィルヘルムへの忠誠を誓ったが、クリスティアン・ルートヴィヒ・フォン・カルクシュタインは選帝侯による軍の資金提供の要請を拒否し、ポーランドに援助を求めたが、選帝侯の工作員に誘拐された後、1672年に処刑された。プロイセン貴族のフリードリヒ・ヴィルヘルムへの服従により、1673年と1674年に選帝侯はプロイセン貴族が認めていない税を徴収し、また、同意なくケーニヒスベルクに駐屯軍を置いた。経済的、政治的に弱体化しつつあったケーニヒスベルクをプロイセンのユンカーの力で強化した。
ケーニヒスベルクは長らく、ブランデンブルク＝プロイセンの中のカルヴァン主義に対するルター派の抵抗の中心地であったが、1668年フリードリヒ・ヴィルヘルムは市民に対してカルヴァン主義の市民と富裕層を受け入れることを強制した。

### プロイセン王国
1701年1月18日にケーニヒスベルク城で即位式を執り行ったことにより、フリードリヒ・ヴィルヘルムの息子選帝侯フリードリヒ3世は、プロイセンの王フリードリヒ1世となった。プロイセンにおけるホーエンツォレルン家の政府はポーランド王国と神聖ローマ帝国から独立していたため、プロイセン公国からプロイセン王国への昇格は可能だった。「プロイセン王国」がだんだんとホーエンツォレルン家の領土全体を指し示すのに用いられていったので、旧プロイセン公国はケーニヒスベルクをその州都としたプロイセン州として知られるようになった。しかし、ブランデンブルクのベルリンとポツダムが、プロイセン王の主な居住地であった。

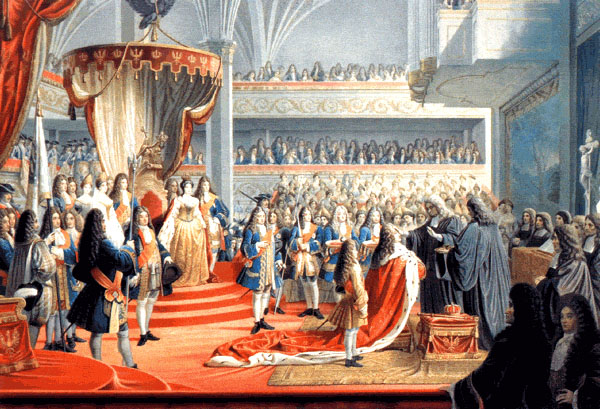
1701年のフリードリヒ1世の戴冠

1709年9月から1710年4月までに流行り病によって、ケーニヒスベルクでは9368人つまり、全人口の4分の1の人が亡くなった。1724年6月13日に、アルトシュタット、クナイプホーフ、レーベニヒトは、正式により大きな都市ケーニヒスベルクを形成するため合併した。その後ケーニヒスベルクと合併した近隣地域には、ザックハイム (Sackheim)、ロスガルテン (Rossgarten)、トラクハイム (Tragheim) が含まれている。
七年戦争中の1758年の初めに、ロシア帝国軍は東プロイセンを占領した。1757年12月31日ロシア皇帝エリザヴェータは、ケーニヒスベルクのロシアへの併合に関する勅令を出した。1758年1月24日ケーニヒスベルクの市民代表はエリザヴェータに降伏した。5人の帝国元帥が戦争中の1758年-1762年の間都市を管理した。ロシア軍は1763年まで都市を明け渡さなかった。
1772年の第一回ポーランド分割の後、1773年にケーニヒスベルクは、プロイセン州に代わって設置された東プロイセン州の州都となった。1800年までの街の半径およそ8km以内に、7000人の守備隊を含む、60000人の住民がおり、当時もっとも人口が多いドイツの都市の一つとなっていた。

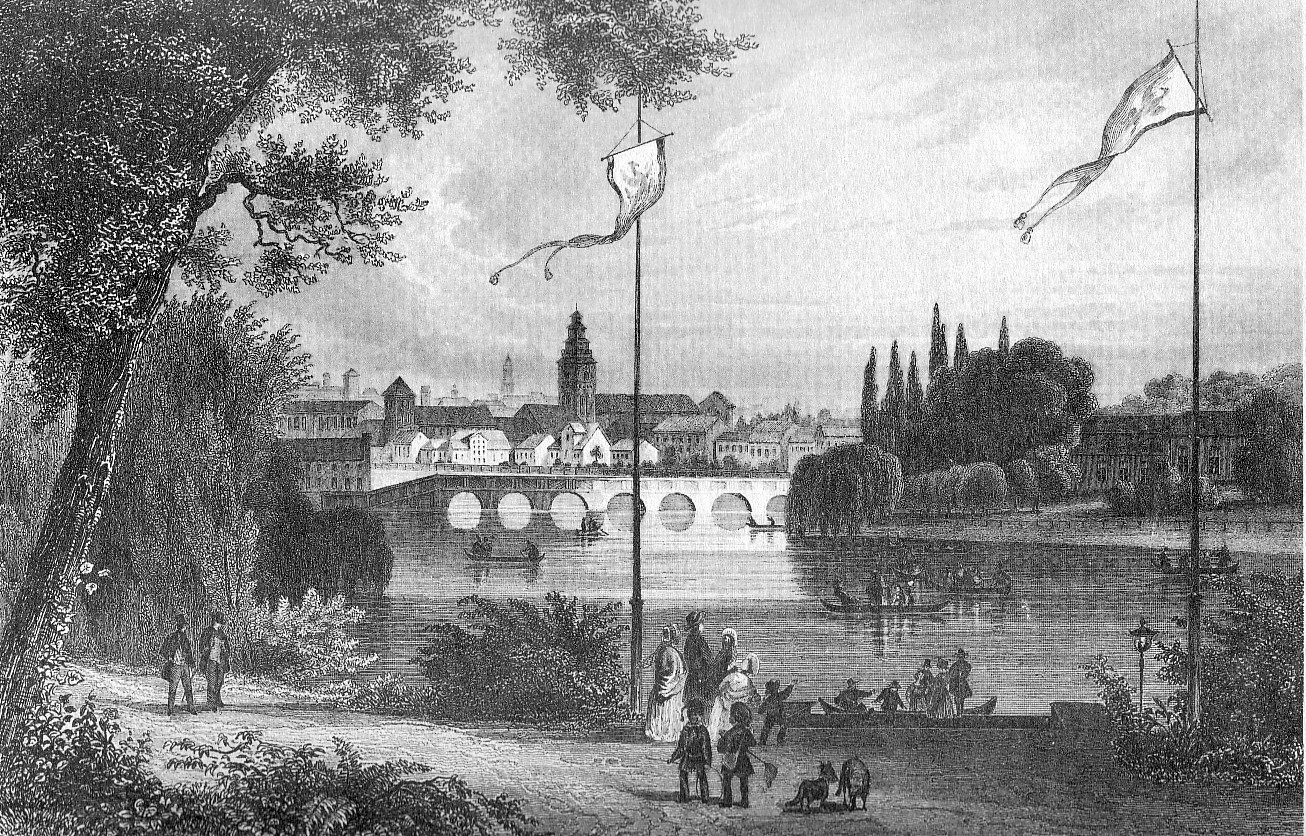
1850年頃のケーニヒスベルク

第四次対仏大同盟中の1806年にナポレオン・ボナパルトの働きによりプロイセン王国が敗れた後、プロイセン王フリードリヒ・ヴィルヘルム3世は、政府とともにベルリンからケーニヒスベルクへと逃れた。街はナポレオンへの政治的抵抗の中心地となった。プロイセンの中流階級の間で、自由主義とナショナリズムを促進するために、1808年4月にケーニヒスベルクで「美徳連盟」が結成された。1809年12月にフランス人はその解散を命じたが、その理想はベルリンのフリードリヒ・ルートヴィヒ・ヤーンのTurnbewegungに引き継がれた。ヨハン・ゴットフリート・フライのようなケーニヒスベルクの役人はシュタインの1808年法、つまり、都市共同体のための新しい法を整備した。そのことにより、プロイセンの町の自治運営を強調した。東プロイセンの後備軍は、Tauroggen会議の後、都市に組織された。
1819年にケーニヒスベルクの人口は、63,800人であった。東プロイセン州は西プロイセン州と同君連合を形成して、1824年から1878年の間、ケーニヒスベルクは連合したプロイセン州の州都として機能し、ケーニヒスベルク地方の中心地でもあった。
州総督テオドール・フォン・シェーンと新聞「Königsberger Volkszeitung」紙によって、プロイセン王フリードリヒ・ヴィルヘルム4世の保守的な施策に対する自由主義の拠点となった。1848年革命の時に、大衆の不穏分子による21の事件が起こったが、大きなデモは鎮められた。プロイセン王国主導のドイツ統一中の1871年に、ケーニヒスベルクはドイツ帝国の一部となった。15の砦を含む都市の周りの城塞の高度化は、1888年に完了した。
広範囲にわたるプロイセン東線は、ブレスラウ、トルン、インステルブルク、アイトクーヘン、ティルジット、ピラウなどの都市を結んだ。1860年にベルリンとサンクトペテルブルクを結ぶ鉄道が完成し、ケーニヒスベルクの商取引を増大させた。広範囲にわたる電気鉄道は1900年までに稼働しており、一方、汽船が定期的に、メーメル、タピアウ、ラビアウ、クランツ、ティルジット、ダンツィヒに就航していた。1901年のピラウへの運河の完成は、ロシアの穀物の取引を増大させたが、東部ドイツのほかの都市と同様に、ケーニヒスベルクの経済は西部ドイツに比べると概して停滞していた。1900年までに、9000人の強力な守備隊とともに人口は188,000人に増大し、1914年には、246,000人となった。ユダヤ人は文化的に多元な都市で活躍した。

### ヴァイマル共和政

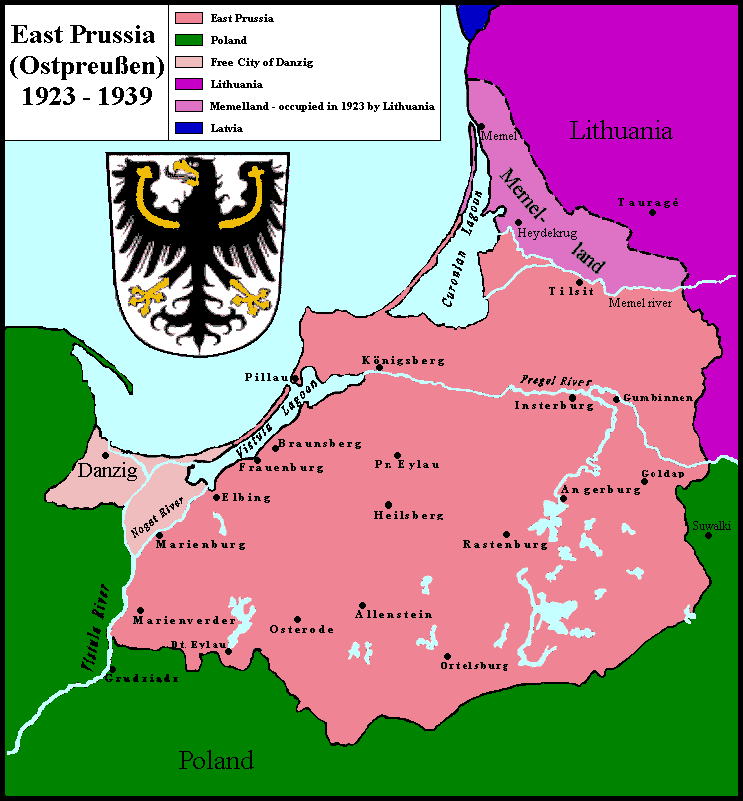
東プロイセンの境界の中にあるケーニヒスベルク (1919-1939)

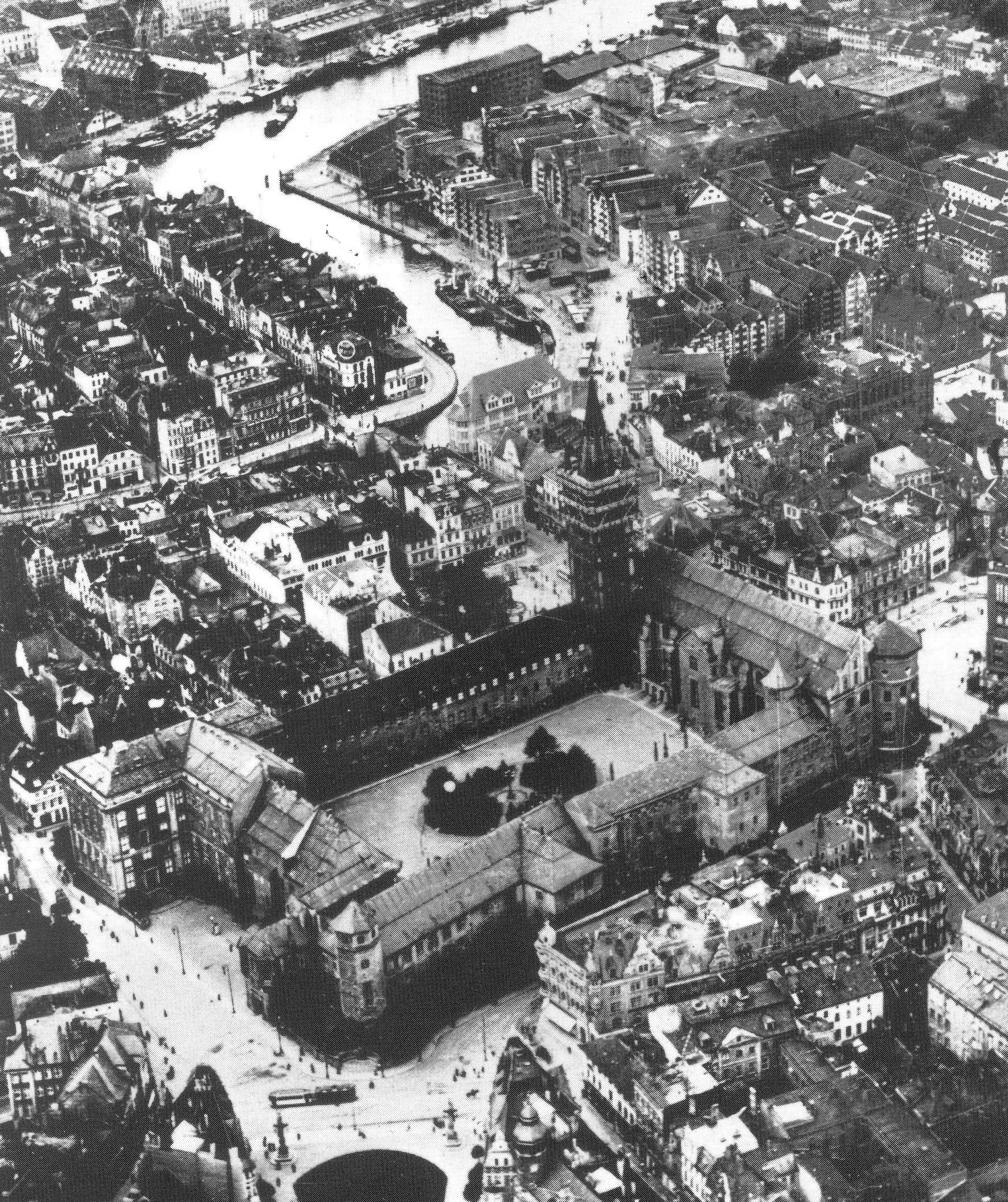
戦前のケーニヒスベルクの空撮。ケーニヒスベルク城と旧市街を望む。1925年頃

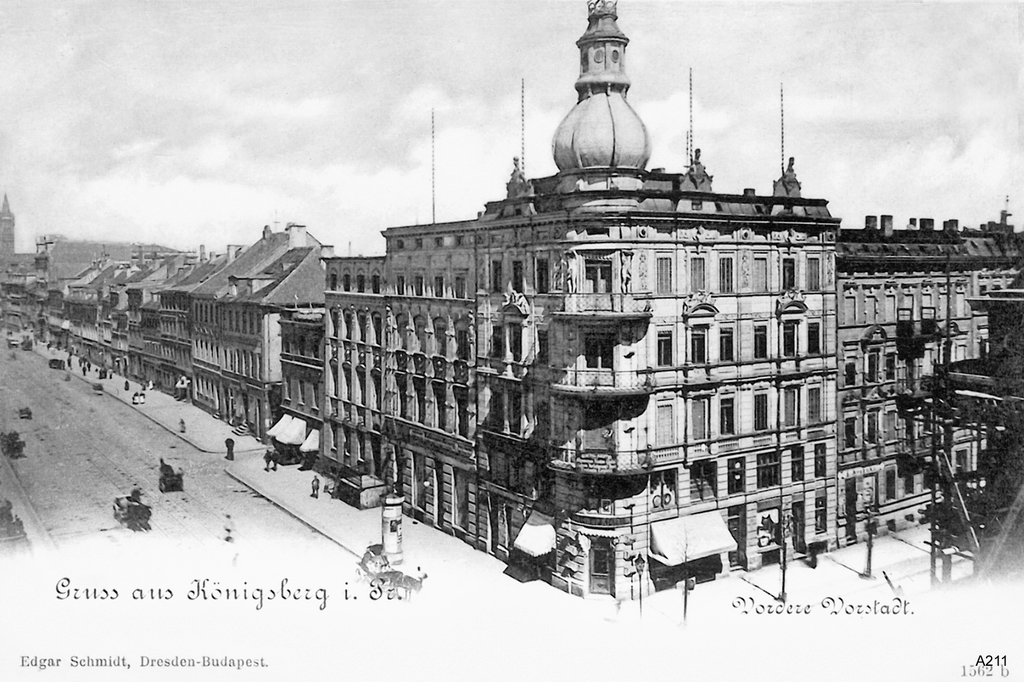
戦前の市街風景

第一次世界大戦における中央同盟国の敗北後、ドイツ帝国はヴァイマル共和政に入れ替わった。プロイセン王国はホーエンツォレルン家のヴィルヘルム2世が退位して終焉を迎え、その後には、プロイセン自由州が作られた。しかし、ケーニヒスベルクと東プロイセンは、ポーランド回廊部分の割譲により、ヴァイマル・ドイツ本土と切り離された。東プロイセンとケーニヒスベルクの経済発展に不利な条件となっている地理的な問題を補償するため、1920年から毎年ケーニヒスベルク動物園で見本市 (Ostmesse) が開かれた。1922年に、商業航空のための恒久的な空港と商用の空港ターミナルビルがケーニヒスベルク・デファウに建設された。1929年にケーニヒスベルク市は、若干の郊外の地域と合併した。

### ナチス・ドイツ
1932年に、オットー・ブラウン率いるドイツ社会民主党による合法的なプロイセン州政府は、中央政府によって放逐され、1933年から1945年の間のナチスによる支配の間、大管区指導者エーリヒ・コッホは、選択地方自治に変更した。旧ドイツ東部領土と同様に東プロイセンは、1933年3月の選挙でナチスに55%の票が投じられた、国内で最もナチス賛同者の多い地域の一つだった。
1935年に、ドイツ国防軍は砲兵大将Albert Wodrigの指揮下にある第一軍管区の司令部をケーニヒスベルクとし、当初東プロイセン全土を含んでいた。その後、1939年3月にメーメル地域を組み入れ拡大し、1939年10月にはチェハヌフとスヴァウキ地方を組み入れ、さらに、ビャウィストク地方を組み入れ再び拡大した。この軍隊は、第一歩兵師団を含んでおり、ナチス以前の常備軍の一部で、第61歩兵師団であった。それは東プロイセンからの予備兵の動員によって作られた。ベルギーに対する侵攻の黄色作戦とソビエト連邦に対する侵攻のバルバロッサ作戦に参加した。『第二次世界大戦回想録』第12巻において、ウィンストン・チャーチルは、「近代化され堅く守られた城塞」であるとケーニヒスベルクを評した。
1939年5月17日の国勢調査によると、ケーニヒスベルクの人口は372,164人であった。現在のオーデル・ナイセ線以東の旧ドイツ領土において、ケーニヒスベルクはブレスラウに次いで2番目に大きい都市であった。
第一次世界大戦後、ケーニヒスベルクには東プロイセンにおける13,000人のユダヤ人の3分の1が居住していた。街のユダヤ人の人口は1933年に3,200人から2,100人に減少した。896年に作られたケーニヒスベルクの新シナゴーグは、水晶の夜の間の1938年11月9日に破壊され、500人のユダヤ人はすぐに逃げ出した。1942年1月20日のヴァンゼー会議の後、ケーニヒスベルクのユダヤ人はマールィ・トロステネツ、テレージエンシュタット、アウシュヴィッツ＝ビルケナウ強制収容所などに収容され始めた。

### 第二次世界大戦
第二次世界大戦中、ケーニヒスベルクはプロパガンダ放送局である「ラジオ・ケーニヒスベルク」を主催した。
1944年に、英国空軍による空襲により甚大な被害を被り、数日間にわたって都市は炎上した。特に、歴史的な中心街であるアルトシュタット、レーベニヒト、クナイプホーフなどのもともとの都市の構成地区だった部分は完全に破壊され、ケーニヒスベルク大聖堂、城、旧市街のすべての教会、新旧の大学、古い輸送業地区も破壊された。特に、ネマースドルフ(Nemmersdorf)における赤軍の大虐殺の話が広まった1944年10月以降、多くの人々は、赤軍の侵攻より前にケーニヒスベルクから逃げ出した。1945年初めに、ソ連邦元帥アレクサンドル・ヴァシレフスキー指揮下の赤軍により、ケーニヒスベルクは包囲された。ザームラント作戦では、イワン・バグラミャン司令官の第1沿バルト戦線（1945年3月よりザムランド軍集団）が4月にケーニヒスベルクを奪取した。一時的なドイツ軍による包囲の強行突破は、残りの民間人の多くが鉄道やピラウ近くの港からの海軍の引き揚げを通じて逃げることを可能にした。ケーニヒスベルク包囲戦において、ケーニヒスベルクはドイツ軍に要塞都市と宣言され、必死の防衛が行われた。
赤軍による東プロイセン攻勢中の1月21日にゼーラッペン (Seerappen)、イェーザウ (Jesau)、ハイリゲンバイル、シッペンバイル (Schippenbeil)、ゲルダウエン（Gerdauen - シュトゥットホーフ強制収容所の付属収容所）からのポーランドやハンガリーのユダヤ人の大部分が、ケーニヒスベルクに集められた。彼らのうちの最高で7000人がザームラントへの死の行進を強制された。その生き残りたちは、パルムニッケンで殺された。
ケーニヒスベルク市街戦は激戦となった。ケーニヒスベルクが陥落し親衛隊司令官オットー・ラッシュが残った兵とともに赤軍に降伏したのは、ヨーロッパでの戦いが終わる1か月前の4月9日のことであった。その時点で、赤軍は9万人以上の捕虜を要求していたが、兵と都市の民間人の犠牲者は42,000人と推定されている。ラッシュの地下司令部掩蔽壕は、1980年代まで赤軍に使用された後放置された19世紀の要塞複合体の一部で、現在は博物館として保存されている。
およそ12万人の生存者が破壊された都市の廃墟に残った。主に女性、子供、老人、終戦直後帰ってきた少数の人などの生存者は、実質捕虜として拘留された。1945年以降ケーニヒスベルクに残った市民の大部分は、病気、飢餓、復讐による民族浄化で命を落とした。残った2万人のドイツ人は1949-50年に追放された。

### ロシア領カリーニングラード
1945年の第二次世界大戦終結後、ポツダム会議での連合国の同意を得たポツダム協定により、和平調停において領土問題が最終的に解決するまでケーニヒスベルクは、ソビエト連邦を構成するロシア・ソビエト連邦社会主義共和国に併合された（第5項 ケーニヒスベルクと近隣地域）。
会談では、ダンツィヒ湾東岸の地点から東に、ブラウンスベルク・ゴルダプの北を、リトアニア・ポーランド共和国・東プロイセンの国境合流地点に及ぶ、バルト海に隣接するソビエト社会主義共和国連邦の西部戦線の領域について、和平調停では領土問題の最終決定を保留するというソビエト連邦政府による提案を検討した。
会談では、原則として、ケーニヒスベルクとその隣接地域のソビエト連邦への最終的な移管に関して、上記のように、実際の国境を専門家による検討の対象とする、というソビエト政府の提案に合意した。
アメリカ合衆国大統領とイギリス首相は、来るべき和平調停において、本会談における本提案を支持することを表明した。
赤軍によるケーニヒスベルクの占領後、街はロシア風に「キョーニクスベルク」Кёнигсберг (Kyonigsberg) と呼ばれていた。これを「バルト海の町」を意味する「バルチースク」に改称することが当初は検討されたが、オールド・ボリシェヴィキの1人でソ連最高会議幹部会議長ミハイル・カリーニンの死後、1946年7月4日に、カリーニングラードと改称された。その代わり「バルチースク」は、近くの港町ピラウの改称に用いられた。ドイツ人住民は占領された西方ドイツか、シベリアの強制収容所に追放され、彼らの半数は飢餓や病気で死亡した。
民族浄化の後、カリーニングラードの旧市民は完全にソビエト市民に入れ替えられた。生活は劇的に変わり、街にはカリーニングラードという新しい名がつけられ、日常言語としてのドイツ語はロシア語に取って代わられた。破壊を免れたいくつかの建物が残った旧アルトシュタットは再建され、カリーニングラードは工業化と現代化が行われた。ソ連の西端地域の1つとして、カリーニングラード州は冷戦期に戦略的に重要な地域となった。ソ連のバルチック艦隊の本部が置かれ、その戦略的重要性のためカリーニングラードは閉鎖都市として外国人訪問者を締め出した。

## 文化と出身者

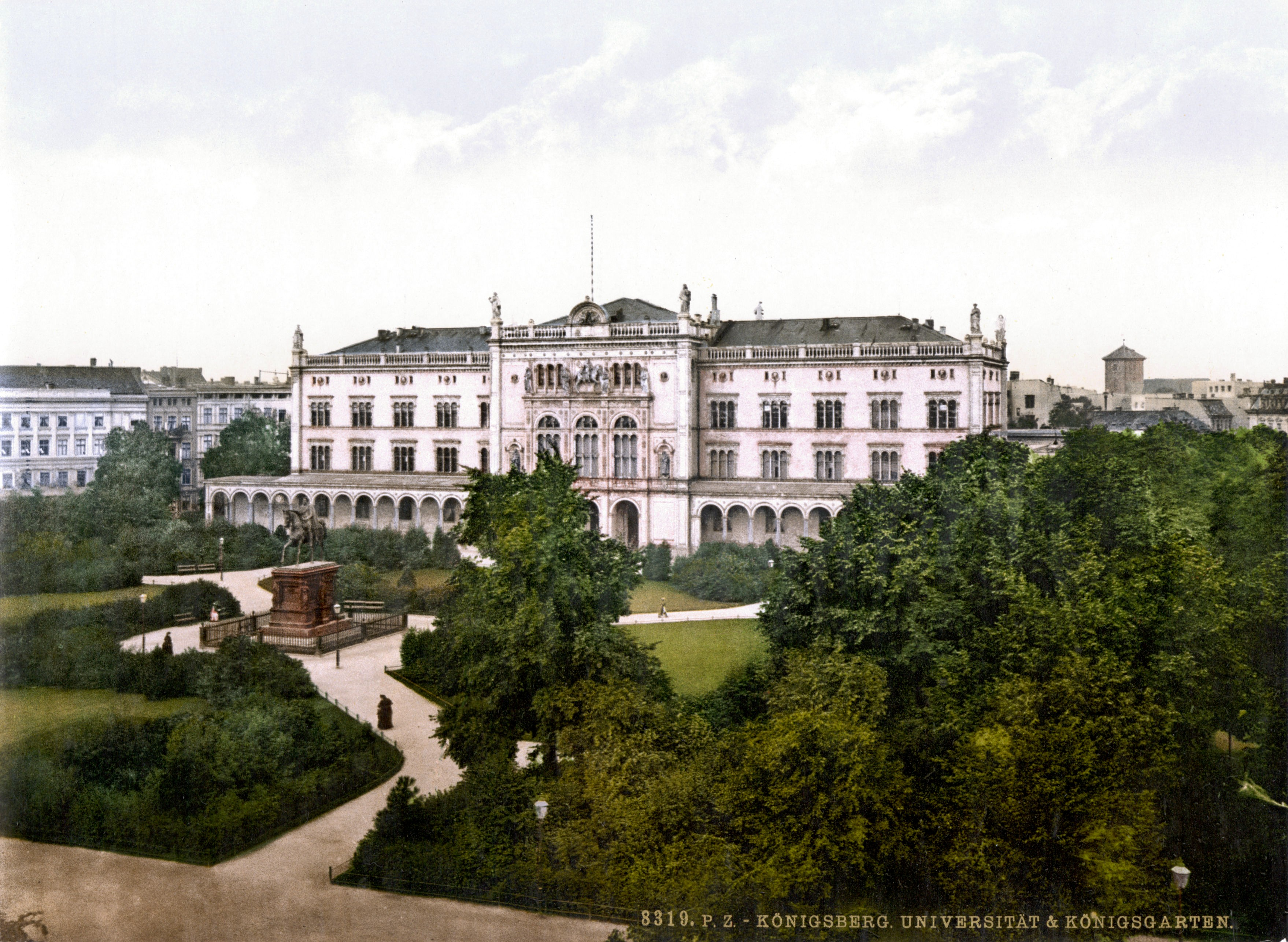
ケーニヒスベルク大学（アルベルティナ大学、19世紀後半）。後のカリーニングラード大学、現在のイマニュエル・カント国立大学

ケーニヒスベルクは数学者クリスティアン・ゴルトバハと作家E.T.A.ホフマンの出身地であった。哲学者イマヌエル・カントも生涯をそこで過ごし、160㎞以上離れた所へは旅行に行かなかった。カントは16歳でケーニヒスベルク大学に入学し、46歳となった1770年にそこの形而上学の教授に任命された。そこで働く間、『純粋理性批判』や『人倫の形而上学』を発表した。1736年に、数学者レオンハルト・オイラーはケーニヒスベルクの橋の問題の基礎として街の島と橋の配列を用いた。そのことは位相幾何学とグラフ理論の数学的分岐に至った。19世紀にケーニヒスベルクは著名な数学者ダフィット・ヒルベルトの出身地となった。20世紀前半に表現主義の建築家として活躍し、日本に滞在したこともあるブルーノ・タウトの出身地でもある。
大部分の市民が使っていた方言は、低プロシア語であり、ケーニヒスベルクの有名な大衆料理にはケーニヒスベルガー・クロプセ（Königsberger Klopse, ケーニヒスベルクの肉団子）があった。

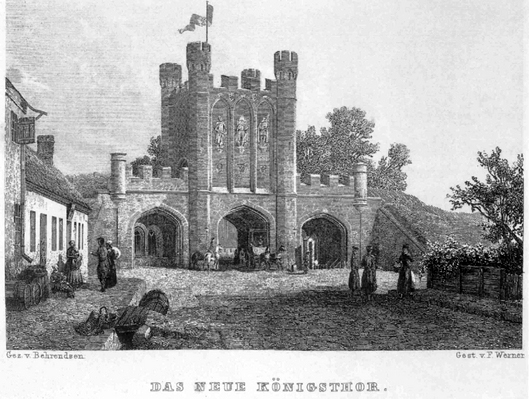
19世紀の「王の門」

王の道 (Königstraße) には、400点以上の絵画の収蔵品がある芸術協会があり、およそ50点のイタリアの巨匠の作品や、若干の初期のオランダの作品があった。王の門 (Königstor) には、ボヘミア王オタカル1世、プロイセン公アルブレヒト、プロイセン王フリードリヒ1世の像があった。ケーニヒスベルクには、1875年に完成した階段らの港の美しい景色が見える素晴らしい取引所があった。鉄道通り (Bahnhofstraße) に沿って、有名な王立の琥珀作業所の事務所があり、ザームラントは「琥珀海岸」と謳われた。天文学者フリードリヒ・ヴィルヘルム・ベッセルを台長とした天文台や植物園、動物博物館があった。ヘイマーケット近くの「Physikalisch」には、植物や人類学的な収集物と有史以前の遺物が収蔵されていた。ヴィルヘルム時代に建設された2つの大きな劇場は、the Stadt Theatre と the Appolloであった。

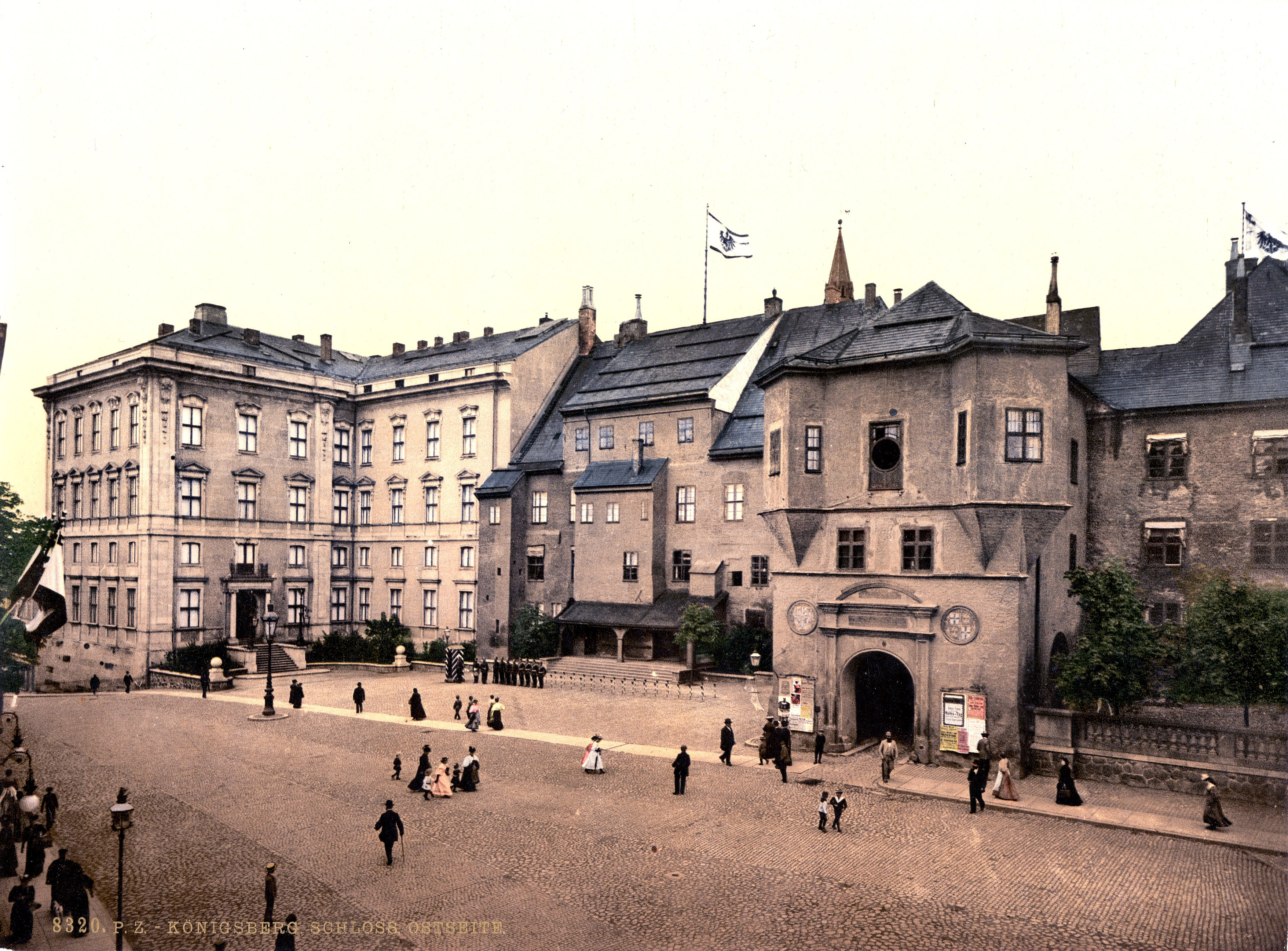
ケーニヒスベルク城の東側（1900年頃）

市内のもっとも著名な建造物の一つにケーニヒスベルク城があり、以前はドイツ騎士団総長とプロイセン公の居城だった。1701年にフリードリヒ1世、1861年にヴィルヘルム1世が戴冠した宮殿教会（Schloßkirche）があり、ドイツ国の中で最も大きなホールの1つで、プロイセンの歴史博物館であったMoskowitersaal が城内にあった。
1544年にアルベルティナ大学（ケーニヒスベルク大学）がプロイセン公アルブレヒトによって設立された後、ケーニヒスベルクは教育の中心地となった。大学はケーニヒスベルク大聖堂の北東側にあった。大学の創立者の1人、リトアニアの学者 Stanislovas Rapalionisは、神学初の教授だった。
ドイツ語やポーランド語のプロテスタント系出版物多数が宗教改革を支持しているケーニヒスベルクで印刷された。特に小リトアニア地方（東プロイセンの東部一帯）出身のプロシア系リトアニア人によって、ケーニヒスベルクはリトアニア語の出版物の中心地となった。大リトアニアがロシア帝国の領土となり、リトアニア語での出版が禁じられたこともこの背景にあった。またカトリック信者の優勢な大リトアニアに対して小リトアニア地方はルーテル派に改宗した者が多く、ケーニヒスベルクではリトアニアの方言による祈祷書も印刷された。最初の非宗教的な内容のリトアニア語の本もこの地で出版された。Paul Friedrich RuhigとChristian Gottlieb Mielckeは政府の支持を得て、それぞれ1747年と1800年にリトアニア語の辞書を出版した。
ケーニヒスベルクで活動していたスポーツクラブには、VfB KönigsbergとSV Prussia-Samland Königsbergがあった。